# Голков, Виктор Игоревич
Виктор Игоревич Голков (настоящая фамилия Гершензон; род. 11 июля 1954, Кишинёв, Молдавская ССР) — молдавско-израильский русский поэт и прозаик.

## Биография
Родился в 1954 году в Кишинёве. Его отец был племянником молдавского поэта и переводчика Леонида Корняну, брат матери — поэт и прозаик Пётр Пархомовский.
После окончания Московского энергетического института в 1975 году вернулся в Молдавию, работал инженером-теплотехником и наладчиком котельных на предприятии «Молдпродмонтаж». Тогда же начал печататься в местной прессе, дебютировав стихами в кишинёвских газетах в 1975 году и в «Тамбовской правде» в 1976 году. Регулярно публиковался в литературных изданиях республики — альманахе «Студенческий меридиан», журналах «Нистру» (впоследствии «Кодры») и «Горизонт», а также в журналах «Вильнюс» и «Домовой». Был членом литобъединения «Орбита» при газете «Молодёжь Молдавии», которым руководил Рудольф Ольшевский.
Первый поэтический сборник «Шаг к себе» вышел в кишинёвском издательстве «Литература артистикэ» в 1989 году, за ним в 1992 году в том же издательстве последовал другой — «У сердца на краю». В 1991 году в Минске отдельной книгой была опубликована прозаическая сказка-антиутопия Виктора Голкова и Олега Минкина (Алег Мінкін, род. 1952) «Правдивая история страны хламов» (Праўдзівая гісторыя краіны Хлудаў).
С ноября 1992 года — в Израиле, живёт в Азуре, публикуется в русскоязычной периодике страны (журналы «Алеф», «22», «Галилея»), работает техником по системам отопления домов. Опубликовал поэтические сборники «По ту сторону судьбы» (1996), «Парад теней» (2001), Перекрёсток ноль (2005), «Сошествие в Ханаан. Избранные стихотворения 1970—2007» (2007).
Двоюродный брат — журналист Владислав Викторович Голков (род. 1942).

## Книги
- Шаг к себе. Кишинёв: Литература артистикэ, 1989.
- Правдивая история страны хламов (с О. Минкиным). Минск, 1991.
- У сердца на краю. Кишинёв: Литература артистикэ, 1992.
- По ту сторону судьбы. Тель-Авив, 1996.
- Парад теней. Тель-Авив, 2001.
- Перекрёсток ноль: Книга стихотворений. Тель-Авив—Москва: Издательское содружество А. Богатых и Э. Ракитской (Э.РА), 2005.
- Сошествие в Ханаан. Избранные стихотворения 1970—2007. Иерусалим—Москва: Издательское содружество А. Богатых и Э. Ракитской (Э.РА), 2007.
- Прощай, Молдавия: стихи 12-то поэтов (предисловие и подборка стихотворений). Москва: Издательское содружество А. Богатых и Э. РАкитской, 2010.
- Эвкалипт и акация. Эванстон: ОКНО, 2010.
- Тротиловый звон. М.: «Э.РА», 2014.